# Siège d'Arbent (1637)
Guerre de Trente Ans
Batailles
Le siège d'Arbent est une bataille qui eut lieu les 15 et 16 février 1637 à Arbent dans le Bugey durant la guerre de Dix Ans, l'épisode comtois de la guerre de Trente Ans. Elle oppose les troupes françaises du Claude de Briord aux troupes du comté de Bourgogne de Philippe-François de Bussolin. Cette bataille s'inscrit dans le cadre de la campagne comtoise du Bugey de 1637.

## Contexte
Au début de l'année 1637  Gérard de Watteville marquis de Conflans charge son fils, le comte de Bussolin, de mener des expéditions dans le Bugey avec 1500 hommes et 800 cavaliers. La défense du Bugey est assurée par le régiment d'Enghein dirigé par le comte de Briord. Dans cette campagne, les armées vont manœuvrer, parfois se rencontrer et se menacer mais rarement se combattre. Après toute une série de victoires  dont la prise d'Oyonnax, l'armée comtoise est rappelée en Franche-Comté pour parer à une offensive française depuis la Bresse. Sur le chemin du retour les Comtois attaques la dernière place forte qui leur résistait : le château d'Arbent. Ce siège est la dernière bataille de cette campagne du Bugey.

## Déroulement des combats

### La journée du 15 février
Henry de Champagne investit dans l'après midi le château d'Arbent. La place est aussitôt sommée de se rendre mais le héraut qui en faisait l'annonce est abattu puis un second. Le château est commandé par le capitaine Jean Débordes avec une garnison de 100 hommes. Ce dernier est déterminé à se défendre, il sait une armée de secours toute proche. Le commandant comtois essaie de faire sauter la porte ; le soldat chargé de placer l'explosif fut tué ; un sergent et quelques hommes tombèrent également frappés à mort.
L'intendant aux armées, Jean Girardot de Nozeroy, propose de remettre l'assaut au lendemain. En effet les Comtois étaient harassés par les marches successives et la météo hivernale de ce mois de février. Henry de Champagne fait disperser sa cavalerie dans les environs en quête de tous renforts français qui pourraient arriver. À minuit les cavaliers donnent l'alerte : une armée de secours importante est en marche pour libérer le château et devrait arriver avant l'aube. Le comte de Bussolin,arrivé sur place, se prépare alors au combat. Il laisse une partie de son infanterie devant le château, et met le reste en bataille sur le versant de la colline ; la cavalerie se range de part et d'autre; derrière le gros des fantassins, un escadron se tient en réserve.

### La journée du 16 février
À la fin de la nuit, les Français arrivent et se positionnent de l'autre coté de la vallée. À l'aube, les Français envoient leur cavalerie, soit 300 hommes, dans la vallée au contact des Comtois. La masse de cavaliers progresse lentement. Bussolin envoie deux escadrons (environ 100 hommes) à leur rencontre pour tester leur réaction. Mais à la vue de ces cavaliers comtois pourtant inférieurs en nombre, la cavalerie française bat en retraite et se réfugie derrière l'infanterie. Tels que les Français sont placés, ils peuvent parvenir à ravitailler le château. Dans ce contexte une attaque est risquée : chaque camp doit quitter sa hauteur, descendre la vallée et remonter l'autre versant pour aller au contact de l'ennemi ce qui représente une opération très risquée. Mais Henry de Champagne demande la permission d'attaquer avec son régiment. Bussolin hésite puis accepte. 400 Comtois dévalent alors la vallée au pas de charge puis remontent sur les positions françaises. Les deux régiments français d'Enghein et de Rebé tirent chacun une salve, mais la charge comtoise n'est pas brisée. Mousquetaires et piquiers poursuivent sur leur élan. Alors la ligne française flanche et cède à la panique. Les 100 hommes du château tentent alors une sortie. Mais les assiégés sont reçus par de puissantes salves de mousquets qui les font retourner d'où ils viennent. En quelques instant les forces françaises ont complètement évacué le champ de bataille, tout bruit de combat cesse alors. Le capitaine Desbordes comprend alors que tout est perdu.

## Les conséquences
Dans un premier temps, Bussollin est inquiet: il craint que la retraite française ne soit un piège et reste sur sa position. Une fois cette possibilité définitivement écartée par ses éclaireurs, il resserre la pression autour du château et somme les défenseurs de se rendre. Ils finiront par accepter au cours de la journée. Bussollin les autorise à conserver leurs armes et les renvoie chez eux sans violences ni rançons. Le château est quant à aussitôt pillé et détruit,.
Bussolin veut profiter de cette victoire pour détruire la dernière place forte française des environs : le château de Cornod. Mais les troupes sont épuisées et il reçoit l'ordre formel de revenir en Franche-Comté.
Le château de Cornod sera bel et bien attaqué un mois plus tard. Mais l'armée française qui avait échappé à Bussolin, sera présente à Cornod et infligera cette fois, une défaite décisive aux Comtois.